# Гней Корнелий Урбик
Гней Корнелий Урбик (на латински: Gnaeus Cornelius Urbicus) e политик и сенатор на Римската империя през началото на 2 век.
През септември-декември 113 г. той е суфектконсул заедно с Тит Семпроний Руф.